# Teoria de la invasió ària

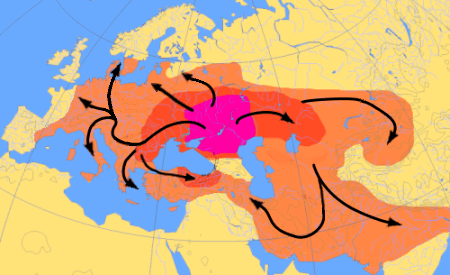
Esquematització de la hipòtesi del desplaçament migratori de pobles de llengua indoària.

La teoria de la invasió ària sosté que un poble de cavallers i guerrers nòmades indoeuropeus, coneguda com el nom d'"aris" i originària de l'Iran, hagués conegut una gran explosió demogràfica i militar entre els s. XVII i XVI abans de Crist, per la qual van decidir envair el subcontinent indi i Europa. Aquesta teoria és l'una de les hipòtesis existents per explicar la decadència de la civilització de la Vall de l'Indus, però també l'origen de les llengües indoeuropees del continent euroasiàtic.

## Orígens i formulació
La teoria fou proposada per primer cop per l'abat Jean-Antoine Dubois, indianista francès, i desenvolupada pel indianista germanobritànic Max Müller durant el segle xix. Té per objectiu explicar l'esquema que va portar a la dispersió de les llengües indeoeuropees al continent euroasiàtic.

## Postulats de base
Els especialistes descriuen l'arribada cap al -1800 de pobles, dels quals no en tenim molta informació, que haurien penetrat pel riu de l'Indus. Aquests pobles eren nòmades agricultors que es desplaçaven amb carrosses de cavalls i que tenien un bon coneixement del ferro. Provenien, segons que n'argumenten els especialistes en qüestió, de l'Àsia central i parlaven llengües properes a l'iranià antic. Els mateixos parteixen de la denominació "aris" per designar una ètnia particular amb religió pròpia i que posteriorment serà codificada i coneguda com a Vedes.

## Contestació de la teoria
En l'actualitat aquesta teoria troba els seus detractors. La pràctica totalitat de la comunitat científica ja no utilitza l'expressió "invasió ària" i prefereix "migracions indoiranianes" o "migracions indoàries" per descriure el moviment migratori de pobles que es van instal·lar a la Vall de l'Indus cap al -1800. De fet, el terme "arya" ja no es considera com a designació per a un poble, però sí un mot sànscrit que voldria dir "fidel, noble" (com és el cas pel significat del mot celta). És a dir, actualment no s'associa a una ètnia, però sí a un conjunt de llengües. Tanmateix, la teoria de la invasió ària no s'ha abandonat totalment i segueix sent objecte de controvèrsia, encara que pràcticament només en el camp mediàtic i polític.